# Monestir de Fenek
El monestir de Fenek (en serbi: Манастир Фенек Fenek, Manastir Fenek) és un monestir ortodox serbi situat a la regió de Sirmia, a Voivodina. És a prop del llogaret de Jakov al municipi de Surčin. El monestir està situat a 25 km de Belgrad. Encara que geogràficament distant, és considerat com un dels 17 monestirs de Fruška Gora.

## Història
El monestir va ser fundat per Stefan i Angelina Brankovic al segle xv. El primer escrit on apareix és un llibre religiós litúrgic del monjo Zaharija de Sèrbia del 1563. Va romandre sota la influència otomana fins al 1717. Després de la seva destrucció, l'església va ser reconstruïda entre 1793 i 1797. La capella del monestir data del segle xix primerenca i és dedicada a Sveta Petka. Algunes imatges de la iconòstasi són obra per Petar Radosavljevic i Aksentije Markovic. En els seus inicis, el monestir Fenek tingué un paper destacat en la conservació de la cultura sèrbia, i al llarg de la història ha estat l'escenari de diversos esdeveniments històrics importants. El 1788, Aleksa Nenadovic es va reunir amb l'emperador Josep II d'Àustria. Després del primer aixecament serbi contra els otomans, Kara George i el seu fill Aleksa Petrovic van fer-hi estada. La capella dedicada a santa Petka és del 1800, i es creu que fou construïda per santa Angelina de Sèrbia, i que l'aigua que surt de la font té poders curatius. Durant la Primera Guerra Mundial el monestir va ser malmès, i el 1942 durant la Segona Guerra Mundial, va ser completament destruït. En l'actualitat, el monestir està reconstruït i amb activitat.